# Doc Savage: Omul de bronz
Doc Savage: Omul de bronz (titlu original: Doc Savage: The Man of Bronze ) este un film american din 1975 regizat de Michael Anderson. Rolurile principale au fost interpretate de actorii William Lucking, Michael Berryman și  Ron Ely (ca Doc Savage - un erou din reviste pulp).

## Distribuție
- Ron Ely - Clark "Doc" Savage Jr.
- Paul Gleason - Major Thomas J. "Long Tom" Roberts
- William Lucking - Colonel John "Renny" Renwick
- Michael Miller - Lieutenant Colonel Andrew Blodgett "Monk" Mayfair
- Eldon Quick - Professor William Harper "Johnny" Littlejohn
- Darrell Zwerling - Brigadier General Theodore Marley "Ham" Brooks
- Paul Wexler - Captain Seas
- Pamela Hensley - Mona Flores
- Bob Corso - Don Rubio Gorro
- Federico Roberto - El Presidente Don Carlos Avispa
- Janice Heiden - Adriana
- Robyn Hilton - Karen
- Victor Millan - King Chaac
- Paul Frees - Narator (nem)